# Kaggen (Fjell)
Ne doit pas être confondu avec Kaggen.
Kaggen est une île dans le landskap Sunnhordland du comté de Vestland. Elle appartient administrativement à Øygarden.

## Géographie
Rocheuse et couverte dune légère végétation, elle s'étend sur environ 79 m de longueur pour une largeur approximative de 45 m. 